# Ołeniwka (obwód czernihowski)
Ołeniwka (ukr. Оленівка) – wieś na Ukrainie, w obwodzie czernihowskim, w rejonie nieżyńskim, w hromadzie Borzna. W 2001 liczyła 1409 mieszkańców, spośród których 1398 wskazało jako ojczysty język ukraiński, a 11 rosyjski.